# Беддингтон, Рой
Рой Беддингтон (16 июня 1910 — 31 мая 1995) — британский художник, поэт, писатель, журналист и рыбак.

## Биография
Родился в еврейской семье 16 июня 1910 года в районе Паддингтон, Лондон, Англия. Его отец - Реджинальд Беддингтон, был известным рыбаком в Великобритании, несколько раз занимал пост президента Пресноводной биологической ассоциации и Национальной ассоциации советов по рыболовству. Его мать приходилась сестрой британскому меценату Бэзилу Энрикесу, и также была талантливым рыболовом и владела рекордом по вылову лосося.
Рой Беддингтон начал свою карьеру художника в Лондоне в 1930-х годах. Был известен своими акварелями, его первые персональные выставки состоялись в галереях Графтона и Уокера в Лондоне в 1930-х годах. Продолжал участвовать в выставках на протяжении десятилетий, и его последняя выставка состоялась незадолго до его смерти в 1995 году в возрасте 84 лет.
В середине 1930-х проиллюстрировал три книги для ирландского писателя Стивена Гвинна, в основном на тему рыбалки. Его картины была частью конкурса живописи на летних Олимпийских играх 1948 года в Лондоне.
Как писатель Беддингтон опубликовал роман, детскую книгу, биографическую книгу о желтом лабрадоре, два тома стихов и книгу о рыбалке. Также много лет работал журналистом в «Country Life», где вёл регулярную колонку о рыбалке, время от времени публикуя в журнале статьи на другие темы. Его колонка и другие рассказы часто включали его художественные работы.
В 1957 году вышел его детский роман «Голубь и мальчик». В книге рассказывается история мальчика из маленькой английской деревушки, которого отец научил дрессировать голубей. Он вырастает и становится молодым солдатом британской армии во Франции во время Второй мировой войны. Герой романа использует свой талант к голубям, чтобы помочь в войне против нацистов, в итоге используя своего собственного голубя, отправляет важное донесение через Ла-Манш в Британию .
В 1952 году  Беддингтон женился на Анне Гриффит, от которой у него было две дочери. Пара развелась после семи лет брака, и он женился во второй раз в 1961 году на Дайане Добсон, с которой у него была еще одна дочь.
Беддингтон умер 31 мая 1995 года в возрасте 84 лет в Солсбери, графство Уилтшир.